# Шварцбург (Тюрингия)
Шварцбург (нем. Schwarzburg) — община в Германии, в земле Тюрингия. 
Входит в состав района Заальфельд-Рудольштадт. Подчиняется управлению Миттлерес Шварцаталь.  Население составляет 542 человека (на 31 декабря 2010 года). Занимает площадь 14,63 км².

## История
Центр графства одноименной династии (с 1127).
11 августа 1919 года в Шварцбурге рейхспрезидент Фридрих Эберт подписал Веймарскую конституцию; с 14 августа, с момента публикования, она вступила в силу.